# Bara och Torna häraders valkrets
Bara och Torna häraders valkrets var i riksdagsvalet till andra kammaren 1869 en valkrets med ett mandat. Valkretsen, vars gränser motsvarade Bara och Torna härader, avskaffades i valet 1872, då den delades i Bara härads valkrets och Torna härads valkrets.

## Riksdagsmän
- Jöns Olsson, lmp (1870)
- Ola Andersson, lmp (1871–1872)